# Cristian Melinte
Cristian Costel Melinte (n. 9 mai 1988, Timișoara, România) este un fotbalist român, aflat sub contract cu Palermo FC pe postul de fundaș.
A jucat în prima ligă românească la Dinamo, Petrolul Ploiești, Astra, Concordia Chiajna, Politehnica Iași, ACS Poli Timișoara și UTA Arad.